# Йосиф Катар
Йосиф Ката̀р е български монах в Зографския манастир „Св. Георги Зограф“.
Живее през XIII век. През 1276 г. участва в дипломатическата мисия, изпратена от българската царица Мария Палеологина Кантакузина за сключване на българо-египетски съюз при патриарх Григорий I Ерусалимски и египетския мамелюкски султан Байбарс.